# Gringo (film)
Pour les articles homonymes, voir Gringo (homonymie).
Pour plus de détails, voir Fiche technique et Distribution.
Gringo, ou La Rançon au Québec, est une comédie américaine réalisée par Nash Edgerton, sorti en 2018.

## Synopsis
Harold Soyinka (David Oyelowo) est un homme d'affaires, fraîchement marié, qui travaille pour la Cannabix Technologies Inc., une compagnie pharmaceutique qui a transformé de la marijuana à des fins médicales, en pilules. Ses patrons, Elaine Markinson (Charlize Theron) et Richard Rusk (Joel Edgerton), l'envoient au Mexique pour qu'il gère la manufacture de cette nouvelle drogue. Mais Harold est aussitôt kidnappé par le cartel mexicain, qui refuse la concurrence. Bloqué et recherché dans le mauvais côté de la frontière, Harold va devoir survivre alors que, pendant ce temps, son boss Rusk emploie un mercenaire professionnel, Mitch (Sharlto Copley), qui n'est d'autre que son frère, pour le sauver...

## Fiche technique
- Titre original et français : Gringo
- Titre québécois : La Rançon
- Réalisation : Nash Edgerton
- Scénario : Anthony Tambakis et Matthew Stone
- Photographie : Natasha Braier et Eduard Grau
- Montage : Luke Doolan
- Musique : Christophe Beck
- Production : A.J. Dix, Nash Edgerton, Beth Kono, Anthony Tambakis, Charlize Theron et Rebecca Yeldham
- Sociétés de production : Amazon Studios, Denver + Delilah Productions, Blue Tongue Films et Picrow
- Sociétés de distribution : Amazon Studios et STX Films (États-Unis), STX International (Royaume-Uni), Metropolitan Filmexport et STX International (France)
- Pays d'origine :  États-Unis
- Langue originale : anglais
- Format : couleur
- Genres : comédie, action
- Durée : 110 minutes
- Dates de sortie : 
  - États-Unis : 9 mars 2018
  - France : 9 mai 2018
  - Côte d'Ivoire : 11 mai 2018

## Distribution
- David Oyelowo (VF : Jean-Baptiste Anoumon ; VQ : Marc-André Bélanger) : Harold Soyinka
- Charlize Theron (VF : Déborah Perret ; VQ : Camille Cyr-Desmarais) : Elaine Markinson
- Joel Edgerton (VF : Jérémie Covillault ; VQ : Louis-Philippe Dandenault) : Richard Rusk
- Amanda Seyfried (VF : Marie-Eugénie Maréchal ; VQ : Catherine Bonneau) : Sunny
- Thandie Newton (VF : Annie Milon ; VQ : Michèle Lituac) : Bonnie Soyinka
- Sharlto Copley (VF : Thierry Ragueneau ; VQ : François Sasseville (acteur)) : Mitch Rusk
- Paris Jackson : Nelly
- Yul Vazquez : Angel Valverde
- Alan Ruck (VF : Laurent Morteau) : Jerry
- Harry Treadaway : Miles
- Kenneth Choi (VF : Christophe Desmottes) : Marty
- Melonie Diaz : Mia
- Diego Cataño : Ronaldo Gonzalez
- Glenn Kubota (VF : Thierry Walker) : Shigetoshi Yasumura
- Hernán Mendoza : Celerino Gonzalez
- Rodrigo Corea : Ernesto Gonzalez
- Bashir Salahuddin : Stu
- Hector Kotsifakis : Roberto Vega
- Charles E. Tiedje : agent Durling

 Source et légende : version française (VF) sur RS Doublage ; version québécoise (VQ) sur Doublage.qc.ca

## Production

### Attribution des rôles
Il s'agit du premier film de Paris Jackson, fille de Michael Jackson.

### Tournage
Le tournage a eu lieu entre le Mexique (Veracruz et Mexico) et les États-Unis (Chicago, Naperville, Lisle et Santa Clarita).